# Propionibacterium acnes
Propionibacterium acnes je relativně pomalu rostoucí, typicky aerotolerantní anaerobní grampozitivní bakterie spjatá s výskytem akné. Může způsobovat také chronickou blefaritidu a endoftalmitidu (tuto zejména po nitrooční chirurgii). Genom bakterie byl sekvenován a studie ukázala několik genů, které jsou odpovědné za tvorbu enzymů poškozujících kůži, a bílkovin, které mohou být imunogenní (aktivovat imunitní systém).
Tato bakterie je především komensál a je součástí běžné flóry na kůži většiny lidí. Živí se mastnými kyselinami obsaženými v kožním mazu z mazových žláz. Může být přítomna také v trávicí soustavě člověka a jiných živočichů. Své označení získala podle své schopnosti produkovat kyselinu propionovou.

## Význam pro onemocnění
Ucpe-li se vývod mazové žlázy, tato anaerobní bakterie se přemnoží a vylučuje chemické látky, které narušují stěnu póru, umožňuje bakteriím jako Staphylococcus aureus šířit se do kůže a tvoří ložiska akné (způsobuje folikulitidu). Bakterie byla nalezena i v rohovkových vředech, v několika málo případech byla hlášena poškození srdečních chlopní při endokarditidě a též infekce kloubů (septická artritida). Bakterie Propionibacterium byla zjištěna i v místech ventrikulostomie a v podkožních oblastech u sutur po kraniotomii.

## Citlivost na antibiotika
P. acnes lze ničit benzoylperoxidem, antibiotiky tetracyklinové skupiny, jinými antibiotiky a mnoha antibakteriálními přípravky, například hřebíčkovým olejem. Nyní je již poměrně rozšířena bakterie P. acnes rezistentní na tetracyklin. Často se jako antibiotikum používá klindamycin. Podle nových informací je P. acnes citlivá na některé makrolidy, například azithromycin, se širokospektrým účinkem. Normálně se předepisuje 500 mg orálně, třikrát týdně po dobu 4 až 6 týdnů, může však mít post-antibiotické účinky z množství nahromaděného v plicní tkáni ještě 5 dní po ukončení léčby. Mezi jiná antibiotika používaná proti P. acnes patří nadifloxacin ze skupiny fluorochinolonů, ciprofloxacin, ofloxaxin a levofloxacin. Účinkuje proti P. acnes a jiným mikroorganismům, které se též účastní polyinfekcí.

## Fágová citlivost
Pro P. acnes jsou známy bakteriofágy, které bakterii napadají a které lze proti ní použít. Existují návrhy na využití lytických fágů pro léčbu akné.

## Fotocitlivost
P. acnes při vystavení Woodovu světlu září, zřejmě díky přítomnosti endogenních porfyrinů. Ultrafialové záření bakterii ničí. P. acnes je zvláště citlivá na světlo o vlnové délce 405–420 nm (blízko UV oblasti) vzhledem k přítomnosti endogenního porfyrinu – koporfyrinu III. Celkové ozáření 320 J/cm² bylo shledáno dostatečným k inaktivaci bakterie in vitro. Využívá se toho ve fototerapii. Fotocitlivost bakterie lze zvýšit premedikací kyselinou aminolevulinovou, která zvyšuje produkci zmíněné látky, má však u člověka závažné vedlejší účinky.